# 草津温泉ハップ
草津温泉ハップ（くさつおんせんハップ）は、草津温泉浴剤製造所が製造している入浴剤で、通信販売等で販売されている。草津温泉の温泉成分と温泉水を調合・精製した製品である。草津ハップとも呼ばれる。
類似品に六一〇ハップ、湯の花がある。

## 効能
神経痛、腰痛、リウマチ、冷え性、痔、水虫、あせも、いんきん、うちみ、たむし、しっしん、しもやけ、ただれ など。

## 成分
温泉水、硫黄、生石灰、水

## 注意事項
- 硫黄分により風呂釜、浴槽を傷める可能性があるため、利用前に浴槽の材質を確認し、利用後は清掃が必要。
- 貴金属の類は必ず外して入浴すること。
- 硫化ガスの発生を防ぐため、他の成分と混ざる可能性のある環境で使用しない。

## その他
- 2004年（平成16年）、長野県の白骨温泉に草津温泉由来の草津ハップが用いられたことが発覚したことから、その効能が再び注目されている。但し、これをきっかけとした温泉偽装問題の中、入湯税の徴収額と納入額に差が有ると報じられた。